# George G. Goble
George G. Goble (* 11. September 1929 in Eagle, Ada County, Idaho; † 19. September 2017 in Longmont (Colorado)) war ein US-amerikanischer Bauingenieur (Geotechnik, konstruktiver Ingenieurbau), bekannt für die Entwicklung dynamischer Pfahltests.
Goble studierte Bauingenieurwesen an der University of Idaho (Bachelor 1951) und der University of Washington, wo er 1957 seinen Master-Abschluss machte und 1961 promoviert wurde (in konstruktivem Ingenieurbau, mit dem Nebenfach Geotechnik). Dazwischen war er zwei Jahre in der Army Air Force in Wiesbaden. Er arbeitete als Entwurfs-Ingenieur bei Marshall, Barr and Associates in Seattle und war 1957/58 mit einem Fulbright-Stipendium an der Technischen Hochschule Stuttgart. Er war Professor an der Case Western Reserve University (1975 bis 1976 als Vorstand der Fakultät für Bauingenieurwesen) und ab 1977 an der University of Colorado, wo er von 1977 bis 1983 Vorstand der Bauingenieurs-Fakultät war. In den 1970er Jahren gründete er Goble and Associates (Goble Rausche Likens, heute GRL Engineering), die das dynamische Pfahltestprogramm WEAP (Wave Equation Analysis of Piles) entwickelte. 1992 ging er an der Universität in den Ruhestand. Er leitet ein eigenes Ingenieurbüro (George G. Goble Consulting Engineer) in Boulder, Colorado (und die Firma Bridge Diagnostics) und war nach seiner Emeritierung auch Adjunct Professor an der Utah State University.
Goble entwickelte mit Robert H. Scanlan, Fred Moses, F. Rausche (seinem Doktoranden) und anderen in den 1960er Jahren an der Case Western Reserve University dynamische Pfahltests und war damals ein Pionier auf diesem Gebiet. Unter anderem entstand hier das CAPWAP Programm (Case Pile Wave Analysis Program). Das Projekt, das ab 1964 vom Ohio Department of Transportation und der Federal Highway Administration (FHWA) finanziert wurde, hatte seine Wurzeln ursprünglich in den 1950er Jahren, als Wissenschaftler an der Case Western geheime Forschungsarbeiten über Eindringverhalten von Raketen beim Einschlag unternahmen. Als diese Forschungen endeten untersuchten sie (unter Leitung von H. R. Nara) mit ähnlichen Methoden das Eindringen von Pfählen und fanden gute Korrelationen zwischen dynamischen Messungen beim Einrammen und der Pfahltragfähigkeit (R. J. Eiber 1958). Goble gründete die Firma Pile Dynamics Inc., die 1972 das kommerzielle Programm PDA (Pile Driving Analyzer) herausbrachte, das weite Verbreitung fand.
1965 erhielt er den Collingwood Award der American Society of Civil Engineers (ASCE). 2007 hielt er die Terzaghi Lecture (Application of dynamic methods to the design and installation of driven piles).
George Goble war mit Sabine Goble verheiratet, mit der er einen Sohn und eine Tochter hatte, und in zweiter Ehe ab 1990 mit Christine Larsen Goble.